# Buzz Astral (film)
Buzz Astral – amerykański film animowany z 2022 roku w reżyserii Angusa MacLanea, wyprodukowany przez Pixar Animation Studios oraz Walt Disney Pictures. 
Spin-off serii Toy Story opowiadający o przygodach astronauty Buzza Astrala, który stał się wzorem do stworzenia zabawki Buzza.
Serwis Rotten Tomatoes przyznał mu wynik 74%.

## Obsada głosowa
źródło:

### Wersja oryginalna
- Chris Evans jako Buzz Astral
- Keke Palmer jako Izzy Hawthorne
- Dale Soules jako Stee
- Taika Waititi jako Morrison
- Peter Sohn jako Sox
- Uzo Aduba jako Alicia Hawthorne
- James Brolin jako imperator Zurg
- Mary McDonald-Lewis jako Qurinside
- Efren Ramirez jako Diaz
- Isiah Whitlock Jr. jako dowódca Burnside

### Wersja polska
- Konrad Darocha jako Buzz Astral
- Natalia Kujawa jako Izzy Hawthrone
- Artur Pontek jako Kotex
- Tomasz Borkowski jako Mo Morrison
- Dorota Stalińska jako Darby Steel
- Piotr Garlicki jako Zurg
- Sonia Bohosiewicz jako Alisha Hawthrone
- Anna Ołdak jako I.V.A.N.
- Łukasz Mąka jako Komandor Burnside
- Oskar Stoczyński jako Eric
- Filip Orliński jako Featheringham Stan
- Sebastian Perdek jako pilot Diaz
- Matylda Łonicka jako mała Izzy Hawthrone

## Produkcja
Prace nad filmem rozpoczęły się po zakończeniu produkcji Gdzie jest Dory? w 2016 roku. Wówczas to reżyser Angus MacLane przedstawił pomysł nakręcenia filmu o Buzzie Astralu. Wcześniej koncepcja ta była eksplorowana w filmie Buzz Astral z Gwiezdnej Bazy. Reżyser zawsze zastanawiał się, jaki film obejrzał Andy Davis w oryginalnym Toy Story, że zainteresował się figurką Buzza Astrala.
W lutym 2019 roku Tim Allen, podkładający głos Buzza we wcześniejszych filmach z serii Toy Story, wyraził zainteresowanie wzięcia udziału w kolejnej produkcji. Ostatecznie jednak jego miejsce zajął Chris Evans, gdy w grudniu 2020 roku oficjalnie ogłoszono powstanie produkcji. Jak stwierdził w jednym z wywiadów reżyser, Evans był jego pierwszym i jedynym wyborem do roli Buzza.